# Охридско благотворително братство
Охридското благотворително братство „Св. Климент“ е патриотична и благотворителна обществена организация на македонски българи от град Охрид, съществувала в българската столица София от 1899 година. Братството е закрито след Деветосептемврийския преврат в 1944 година от комунистическата власт.

## История
Братството е основано на 5 февруари 1899 година от 216 души под името Охридска благотворителна дружина. За председател е избран К. Скопаков. Закрито е в началото на 1901 година по нареждане на Върховния комитет македоно-одрински комитет.
През май – юни 1901 година дейността на братството е подновена. На 2 февруари 1902 година то е окончателно възобновено под името Охридска спомагателна дружба. Приема се устав и се избира настоятелство в състав председател Евтим Спространов, подпредседател Димитър Точков, секретар-деловодител Лев Карадимчев, касиер Петър Бъндев и съветници Христо Георгиев, Харалампи Автов и Кръстьо Йосифчев.
Към 1910 година негов председател е Петър Григорчев, подписал „Мемоар на Македонските братства в столицата до Славянски събор в София“.
След края на Първата световна война дружеството възстановява своята дейност. На учредителния събор на македонските бежански братства от 1918 година делегати от братството са Евтим Спространов и Александър Протогеров. На 2 февруари 1926 година уставът му е за пореден път потвърден.
Делегати от братството на обединителния конгрес на СМЕО и МФРО от януари 1923 година са Евтим Спространов, Кръстьо Йосифчев, М. Пелев, Наум Якимов, Спиро Холиолчев и Христо Миладинов.
В края на 1924 година братството си избира настоятелство в състав Иван Нелчинов (председател), Йордан Капчев (подпредседател), Александър Групчев (секретар), Климент Ботунков (касиер), а съветници са Никола Киселинов, Д. Настев и Д. Манджов. На 14 март 1926 година в ново настоятелство влизат Евтим Спространов (председател), Иван Чостойчинов (подпредседател), Иван Я. Битраков (касиер), Димитър Настев (секретар), а съветници са Божин Спасов, Кирил Минджов и Петър Ставрев. В ефорията са Климент Спространов (председател), Григор Карагюлев (касиер), Иван Групчев (секретар), Никола Лимончев (съветник), а в контролната комисия са Георги Белев, Евтим Бодлев и Александър Дуков.
На Седмия конгрес на Съюза на македонските емигрантски организации делегати на конгреса, подписали „Едно необходимо осветление“ от Охридското братство са Н. Главинчев, Симеон Пармаков и Н. Бачев.
В периода 1929 – 1930 година ръководството е в състав: председател Евтим Спространов, подпредседател Н. Нелчинов, секретар Симеон Пармаков, касиери Б. Битраков и П. Симончев, членове Б. Спасов и Н. Вачев (начален състав). В края на 1929 година секретарят Пармаков и членът на настоятелството Бачев си разменят длъжностите, а когато Б. Спасов е възпрепятстван да участва активно той подава оставка и на негово място е избран Никола Робев.
Настоятелството на братството през 1936 година е в състав Иван Нелчинов (председател), Иван Манчев (подпредседател), Д. Настев (секретар), Кл. Ботунков (касиер) и съветници К. Минджов, Ст. Дуков и Никола Киселинов. В управителния съвет на ефорията за управление на фондовете за около 1,5 млн. лева на братството влизат Крум Д. Чутов (председател), подпредседател е Богдан Ив. Дуков, секретар – Борис Ат. Бояджиев, касиер е Ат. Чобанов и съветници са Спас Г. Коцев, Борис Н. Бошнаков и Димитър Д. Спространов.
На 6 юли 1938 година е избрано ръководство в състав Крум Чудов (председател), Богдан Иванов Дуков (подпредседател), Анастас Чобанов Димитров (касиер), Борис Александров Бояджиев (секретар), а съветници са Спас Георгиев Коцов, Борис Наумов Бошнаков и Димитър Ефтимов Спространов. В надзорния съвет са Александър Яким. Сапунджиев (председател) и членове Кирил Велев Александров и Цветан Иванов Чачановски. В ефорията влизат Георги Исаев Матлиев (председател), Никола Димитров Костески (касиер), Димитър Иванов Джеров (секретар), Елесей Иванов Петков и Крум Димитров Чудов са членове.
Успоредно с мъжкото е създадено и Охридското женско културно просветно благотворително братство „Св. Наум“. В ръководството му през 1938 година влизат Куна Димитрова Григорчева (председател), Фанка Атанасова Саваджиева (подпредседател), Мария Анаст. Герасимова (секретар), Жана Базил Микалуди (касиер), Елисавета Иван Нелчинова, Княгиня Милева Станоева, Благуна Петър Николова, Надя Николова Робева и Елена Христова Матлива са съветнички. В контролната комисия са Люба Михаил Шекерджиева (председател), Царева Коста Китансъзова и Аделфина Ефтим Бодлева са съветнички.
През 1941 година председател на братството е Крум Чудов.